# Kornelia Ender
Kornelia Grummt-Ender; z domu Ender (ur. 25 października 1958 w Plauen) – niemiecka pływaczka, reprezentantka NRD. Medalistka olimpijska, mistrzostw Świata i Europy, rekordzistka świata.
W 1981 uhonorowana członkostwem w International Swimming Hall of Fame.

## Rekordy świata
| Data             | Miejsce     | Basen      | Konkurencja             | Rezultat    | Status                                |
| ---------------- | ----------- | ---------- | ----------------------- | ----------- | ------------------------------------- |
| 14 kwietnia 1973 | Berlin      | 50-metrowy | 100 m stylem motylkowym | 1:03.05 min | do 14 lipca 1973                      |
| 14 lipca 1973    | Berlin      | 50-metrowy | 100 m stylem motylkowym | 1:02.31 min | do 21 sierpnia 1974 Rosemarie Kother  |
| 9 czerwca 1975   | Wittenberga | 50-metrowy | 100 m stylem motylkowym | 1:01.33 min | do 24 lipca 1975                      |
| 24 lipca 1975    | Cali        | 50-metrowy | 100 m stylem motylkowym | 1:01.24 min | do 4 czerwca 1976                     |
| 4 czerwca 1976   | Berlin      | 50-metrowy | 100 m stylem motylkowym | 1:00.13 min | do 28 sierpnia 1977 Christiane Knacke |
| 13 kwietnia 1973 | Berlin      | 50-metrowy | 200 m stylem zmiennym   | 2:23.01 min | do 4 września 1974 Andrea Hübner      |
| 5 czerwca 1976   | Berlin      | 50-metrowy | 200 m stylem zmiennym   | 2:17.14 min | do 10 lipca 1977 Ulrike Tauber        |
| 13 lipca 1983    | Berlin      | 50-metrowy | 100 m stylem dowolnym   | 58.25 s     | do 18 sierpnia 1973                   |
| 18 sierpnia 1973 | Utrecht     | 50-metrowy | 100 m stylem dowolnym   | 58.12 s     | do 8 września 1973                    |
| 8 września 1973  | Belgrad     | 50-metrowy | 100 m stylem dowolnym   | 57.61 s     | do 9 września 1973                    |
| 9 września 1973  | Belgrad     | 50-metrowy | 100 m stylem dowolnym   | 57.54 s     | do 4 lipca 1974                       |
| 4 lipca 1974     | Rostock     | 50-metrowy | 100 m stylem dowolnym   | 57.51 s     | do 19 sierpnia 1974                   |
| 19 sierpnia 1974 | Wiedeń      | 50-metrowy | 100 m stylem dowolnym   | 56.96 s     | do 14 marca 1975                      |
| 14 marca 1975    | Drezno      | 50-metrowy | 100 m stylem dowolnym   | 56.38 s     | do 26 lipca 1975                      |
| 26 lipca 1975    | Cali        | 50-metrowy | 100 m stylem dowolnym   | 56.22 s     | do 1 czerwca 1976                     |
| 1 czerwca 1976   | Berlin      | 50-metrowy | 100 m stylem dowolnym   | 55.73 s     | do 19 lipca 1976                      |
| 19 lipca 1976    | Berlin      | 50-metrowy | 100 m stylem dowolnym   | 55.65 s     | do 5 lipca 1978 Barbara Krause        |

## Wyróżnienia
- 1973, 1975, 1976: Najlepsza Pływaczka Roku na Świecie
- 1973, 1974, 1975, 1976: sportsmenka roku w NRD
- 1981: International Swimming Hall of Fame